# Gmina Westport (Iowa)

Położenie Gminy Westport w hrabstwie Dickinson

Gmina Westport (ang. Westport Township) – gmina w USA, w stanie Iowa, w hrabstwie Dickinson. Według danych z 2000 roku gmina miała 143 mieszkańców, a jej powierzchnia wynosi 93,05 km².